# Shrewsbury (Massachusetts)
Shrewsbury je město v okrese Worcester County ve státě Massachusetts ve Spojených státech amerických. V roce 2010 zde žilo 35 608 obyvatel. Město bylo založeno v roce 1722.